# José Sanjuán
Pour les articles homonymes, voir Sanjuan et Ibáñez.
José Sanjuán Ibáñez, né le 30 juin 1945 à Matadepera (province de Barcelone, Espagne), est un footballeur espagnol qui jouait au poste de défenseur latéral.

## Carrière
José Sanjuán débute dans le championnat d'Espagne avec le FC Barcelone lors de la saison 1969-1970. 
La même saison, il prend part à la Coupe des villes de foires. Il joue son premier match avec Barcelone le 1er octobre 1969 face aux Danois de Boldklubben 1913 en Coupe des villes de foires (victoire 2 à 0 du Barça). Il débute en championnat le 2 novembre 1969 face à l'Atlético de Madrid au Camp Nou. 
Entre 1970 et 1973, il joue avec l'Elche CF (la première saison en Division 1 puis les deux suivantes en Division 2). Il joue ensuite au Terrassa FC en deuxième division.
Au total, il dispute 50 matchs dans les divisions professionnelles espagnoles, sans inscrire de but.